# Diazographie
La diazographie est un procédé de reproduction de plans, en bleu sur fond blanc basé sur l'ammoniaque. Le transfert de l'original vers la copie se fait par contact. Ce procédé a été utilisé au XXe siècle pour effectuer notamment les copies de plans d'architecture ou de dessin industriel. Il est tombé en désuétude au début des années 1980, du fait de l'apparition d'autres procédés de reprographie (photocopieuses), de la généralisation de la conception assistée par ordinateur (CAO) et des tables traçantes, et des effets indésirables de produits chimiques dérivés de l'ammoniaque.

## Histoire
Les premiers plans par tirage contact dits « bleus » furent réalisés par la technique du cyanotype, mise au point en 1842 par John Herschel[réf. nécessaire]. 

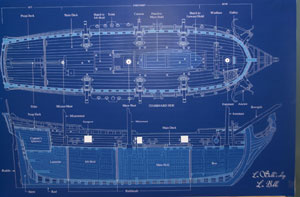
Un « bleu » représentant un galion de l'époque de Louis XIV, La Belle.

Cette technique, qui utilisait le bleu de prusse, fut remplacée dans les années 1940 par la diazographie, plus rapide et moins onéreuse : à l'inverse des cyanotypes, le dessin était en ligne bleue sur fond blanc. 
La diazographie reste appréciée dans certaines applications, mais elle a été supplantée presque entièrement par la xérographie, qui est le procédé utilisé dans les photocopieurs et les imprimantes laser. 
Pour ce qui est du dessin technique, produit aujourd'hui le plus souvent par CAO, il s'agit désormais d'un fichier qui peut être envoyé directement sur une imprimante ou une table traçante. La volonté d'économiser du papier incite même souvent à retarder au maximum l'édition et à faire l'essentiel du développement d'un projet exclusivement sur écran. Inversement, il est possible de numériser des plans grâce à des scanners grand-format.

## La diazographie au cinéma
- Vil Coyote effectue toujours des tirages diazo des inventions qu'il compte utiliser pour capturer Bip Bip.